# メゾネット
メゾネット（フランス語: maisonnette）、または複層住戸とは、1住戸が2層以上で構成される集合住宅である。
1つの住宅の内部に内階段が設置され、2層（以上）を立体的に使用することで、一戸建のように利用することができる。1層の住戸であるフラット (flat) に対する用語。
1960年代初頭から試みられた形式で、有吉佐和子の小説「夕陽カ丘三号館」は、こうした住戸を舞台にした作品であった。
maisonnette はフランス語で「小さな家」の意であるが、「複層住戸」の意味で使うのはイギリス英語での用法である。アメリカ英語でもマンハッタンやシカゴのダウンタウンなどでデュプレックスといえば、デュプレックスアパートメントのことを指すことが多いが、他地域でデュプレックスといえば、二世帯住宅のことを指すので注意が必要である。フランスでは、アメリカ英語などと同じく、デュプレックス (duplex) と呼ぶのが一般的である。
タウンハウスやテラスハウス（ロウハウス）に類似した形態のものが多いが、こちらはもっぱら空間効率の観点で2階建て以上ではあるものの、特に複層建てに限定したものではない。日本では長屋に区分されるが、旧時代的な低廉賃貸のイメージを避けてメゾネットやテラスハウスの名称が用いられることが少なくない。